# Wyższa Szkoła Kultury Społecznej i Medialnej w Toruniu

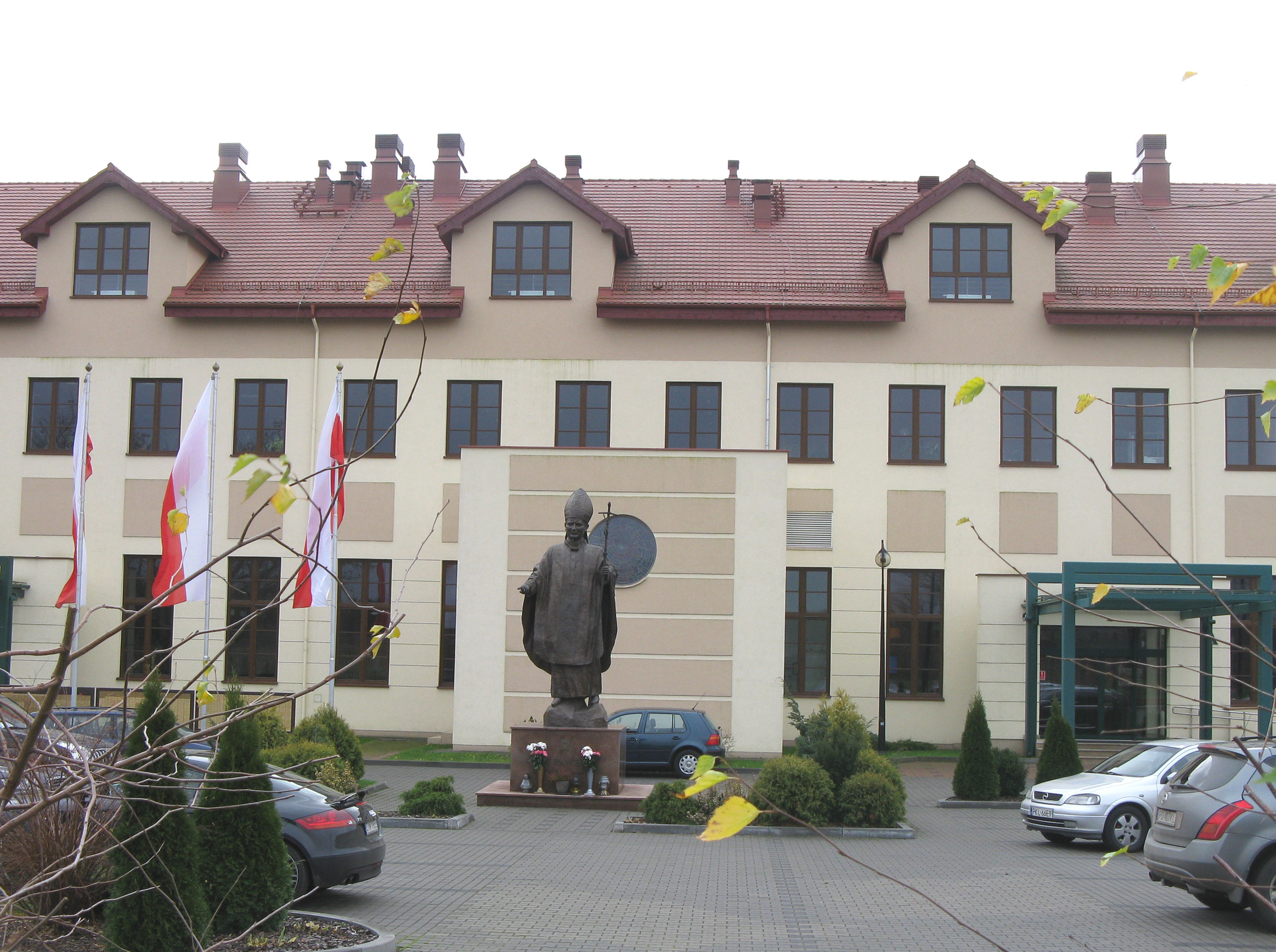
Pomník Jana Pavla II. před budovou vysoké školy v Toruni

Wyższa Szkoła Kultury Społecznej i Medialnej w Toruniu (česky Vysoká škola sociální a mediální kultury v Toruni) je polská nestátní vysoká škola, která sídlí ve městě Toruň ve čtvrti Bielany.
Výuka na škole začala v akademickém roce 2001/2002 a škola nabízí studium žurnalistiky, politologie a informatiky. Krom toho realizuje i některé nediplomové studijní programy.
Rektorem školy byl v minulosti její spoluzakladatel Tadeusz Rydzyk, současným (2007) rektorem je Andrzej Ulaczyk.